# Sardašt
Sardašt (persky سردشت. kurdsky Serdeşt, سه‌رده‌شت) je hlavní město Sardaštského kraje v íránské provincii Západní Ázerbájdžán. Nachází se jihozápadně od Urmijského jezera, asi deset kilometrů od hranice s iráckou provincií Sulejmánie. Podle sčítání lidu z roku 2016 má město 46 000 obyvatel a dominantní národností ve městě jsou Kurdové.
Roku 1987 bylo město během irácko-íránské války jako první masivně napadeno chemickými zbraněmi. Na následky útoku zemřelo 10 lidí a více než 600 bylo vážně postiženo.